# جوزيف إدغار بوهم
جوزيف إدغار بوهم (بالألمانية: Joseph Boehm)‏ (و. 1834 – 1890 م) هو نَحّات، ورسام من المملكة المتحدة . ولد في فيينا . وهو عضو في الأكاديمية الملكية للفنون. توفي في لندن.

## أعمال بارزة
من أهم أعماله:
- Equestrian statue of the Duke of Wellington
- Queen Victoria Statue.